# Polawat Wangkahart
Polawat Wangkahart (thailändisch พลวัฒน์ วังฆะฮาด, * 27. Juli 1987 in Yasothon) ist ein thailändischer Fußballspieler.

## Karriere

### Verein
Polawat Wangkahart stand von 2006 bis 2008 beim Erstligisten Osotspa FC unter Vertrag. 2009 wechselte er zum Ligakonkurrenten Bangkok Glass. Ein Jahr später unterschrieb er einen Einjahresvertrag beim ebenfalls in der Thai Premier League spielenden TOT SC in Bangkok. Der Zweitligist Chanthaburi FC aus Chanthaburi nahm ihn ab Anfang 2011 unter Vertrag. Nach nur einem halben Jahr wechselte er zum Ligakonkurrenten Suphanburi FC nach Suphanburi. Muangthong United, ein Erstligist aus Pak Kret, lieh ihn die Saison 2012 aus. Mit Muangthong wurde er am Ende der Saison thailändischer Meister. Ebenfalls auf Leihbasis spielte er die Saison 2013 beim Zweitligisten Nakhon Ratchasima FC. 2016 nahm ihn der mittlerweile in der ersten Liga spielende Nakhon Ratchasima FC unter Vertrag. Für Korat absolvierte er 24 Erstligaspiele. 2017 kehrte er für eine Saison zu seinem ehemaligen Klub Suphanburi zurück. Der Zweitligist Trat FC aus Trat nahm ihn ab 2018 unter Vertrag. Ende 2018 wurde er mit Trat Vizemeister der Thai League 2 und stieg in die erste Liga auf. Im Juli 2019 verließ er Trat und schloss sich dem Drittligisten Phrae United FC aus Phrae an. Mit Phrae wurde er Vizemeister und stieg in die zweite Liga auf. Zu Beginn der Saison 2021/22 unterzeichnete er einen Vertrag beim Zweitligaaufsteiger Lamphun Warriors FC. Am Ende wurde er mit dem Verein aus Lamphun Meister und stieg in die erste Liga auf. Für die Warriors bestritt er zwölf Ligaspiele. Im Sommer 2022 wurde sein Vertrag nicht verlängert. Den Rest des Jahres spielte er beim Amateurligisten Ayutthaya Warrior FC. Die Saison 2023 spielte er mit dem Suranaree Black Cat FC in der Thailand Semi-Pro League. Mit dem Verein wurde man Meister in der North/Eastern Region und stieg somit in die dritte Liga auf. Die Spielzeit 2024 stand er beim Viertligisten Ubon Poly United unter Vertrag. Hier bestritt er drei Spiele in der North/Eastern Region.

### Nationalmannschaft
Polawat Wangkahart spielte zweimal in der thailändischen Nationalmannschaft.

## Erfolge
Bangkok Glass
- Thai Super Cup: 2009

Muangthong United
- Thai Premier League: 2012

Trat FC
- Thai League 2: 2018 (Vizemeister)  ▲

Phrae United FC
- Thai League 3 - Upper: 2019 (Vizemeister)  ▲

Lamphun Warriors FC
- Thai League 2: 2021/22  ▲

Suranaree Black Cat FC
- Thailand Semi-Pro League – North/East: 2023  ▲